# Crash Canyon
Crash Canyon è una sitcom animata canadese del 2011, creata da Jamie LeClaire, Phil Lafrance e Kyle MacDougall.
In Italia è stato trasmesso da MTV dal 10 marzo al 26 agosto 2012.

## Trama
Crash Canyon racconta la storia della famiglia Wendell, sperduta in un canyon.

## Personaggi e doppiatori
- Norman "Norm" Wendell (stagioni 1-2), voce originale di Patrick McKenna, italiana di Sergio Lucchetti.

Il capofamiglia. Un ingegnere estremamente razionale, non perde mai la calma ed è probabilmente la persona più sana nel Canyon. Tuttavia è carente nelle abilità sociali e spesso cerca di risolvere i suoi problemi usando la scienza, per poi fallire ogni volta.
- Sheila Wendell (stagioni 1-2), voce originale di Jennifer Irwin, italiana di Claudia Razzi.

La moglie di Norm. Si arrabbia molto facilmente (come dimostrazione mostra costantemente un'espressione arcigna, al punto che sembra essere la sua espressione naturale), ma sa essere anche una madre e una moglie molto amorevole e premurosa. Odia apertamente Vernon, Beverly e Angel.
- Roxanne "Roxy" Wendell (stagioni 1-2), voce originale di Bryn McAuley, italiana di Gaia Bolognesi.

La figlia maggiore, è la tipica adolescente ribelle. È spesso molto egocentrica e si preoccupa solo di sé stessa, ma a volte lei ha dei momenti in cui tiene alla sua famiglia, anche se durano poco. Ha una cotta per Royce fino alla stagione 2.
- Jacob "Jake" Wendell (stagioni 1-2), voce originale di Joanne Vannicola, italiana di Alex Polidori.

Il figlio minore, il suo principale interesse è fare soldi, di solito attraverso trucchi e truffe. Egli rispetta suo padre molto più della sorella. Lui e i fratelli Sly e Butch sono vecchi amici. Aveva una cotta per Pristine. Prima solo per interesse, ma in seguito sembra che la ami davvero.
- Vernon "Vern" Wendell (stagioni 1-2), voce originale di Patrick McKenna, italiana di Paolo Marchese.

È il terzo cugino patologicamente obeso di Norm e l'antagonista principale. È ossessionato dal cibo ed evita qualsiasi attività fisica. È estremamente antipatico e chiacchierone ed è detestato da tutti nel canyon.

## Episodi
| Stagione         | Episodi | Prima TV Canada | Prima TV Italia |
| ---------------- | ------- | --------------- | --------------- |
| Prima stagione   | 18      | 2011-2012       | 2012            |
| Seconda stagione | 8       | 2013            | 2012            |